# Alfuzosina
Alfuzosina (DCI, suprida como cloridrato de sal) é um alfabloqueador usado para tratar a hiperplasia benigna da próstata. Ela funciona relaxando os músculos da próstata e da bexiga, facilitando o ato de urinar.
Nos Estados Unidos, a alfuzosina foi aprovada pela Food and Drug Administration (FDA) para o tratamento da hiperplasia benigna da próstata (BPH) em junho de 2003.

## Efeitos colaterais
Os efeitos colaterais mais comuns são as tonturas (devido a hipotensão postural -  diminuição da pressão arterial durante o levante), dores de cabeça e fadiga física.

## Contraindicações
Precauções devem ser tomadas na administração da Alfuzosina em pacientes com insuficiência renal severa e não devem ser prescritos para pacientes com histórico conhecido da síndrome do QT longo e também em pacientes que estão sob tratamento de remédios que prolongam o intervalo QT.

## Estereoquímica
A alfuzosina contém um estereocentro e, portanto, é quiral. Existem duas formas enantioméricas: (R)- e (S)-. O significado prático, no entanto, tem apenas o racemato [(RS)-alfuzosina], ou seja, uma mistura 1:1 dos enantiômeros (R) e (S):
| Enantiômeros de alfuzosina | Enantiômeros de alfuzosina |
| -------------------------- | -------------------------- |
| CAS-Nr.: 123739-69-5       | CAS-Nr.: 123739-70-8       |